# Droga wojewódzka nr 382
Droga wojewódzka nr 382 (DW382) – droga wojewódzka łącząca granicę państwa w pobliżu Paczkowa poprzez Ząbkowice Śląskie (DK8) z DW374 w Stanowicach w pobliżu Strzegomia.
Na mocy zarządzenia nr 49 Generalnej Dyrekcji Dróg Krajowych i Autostrad z dnia 17 grudnia 2020 roku droga ta poprowadzona została starym przebiegiem drogi wojewódzkiej nr 363 do Bolesławca.

## Dopuszczalny nacisk na oś
Od 13 marca 2021 roku na drodze dozwolony jest ruch pojazdów o nacisku pojedynczej osi napędowej do 11,5 tony z wyjątkiem określonych miejsc oznaczonych znakiem zakazu B-19.

### Do 13 marca 2021 r.
Wcześniej droga wojewódzka nr 382 była objęta ograniczeniami dopuszczalnego nacisku pojedynczej osi:
| Znak  | Dopuszczalny nacisk | Odcinek |
| ----- | ------------------- | --- |
| DW382 | do 10 ton           | - mała obwodnica Świdnicy - obwodnica Ząbkowic Śląskich                                                                                 |
| DW382 | do 8 ton            | - Stanowice – Świdnica - Świdnica – Dzierżoniów – obwodnica Ząbkowic Śląskich - obwodnica Ząbkowic Śląskich – Paczków – granica państwa |

## Miejscowości leżące przy trasie DW382
- Łaziska
- Warta Bolesławiecka
- Iwiny
- Olszanica
- Zagrodno
- Nowa Wieś Złotoryjska
- Złotoryja
- Rokitnica
- Łaźniki
- Sichów
- Chroślice
- Jawor
- Siekierzyce
- Niedaszów
- Rogoźnica
- Wieśnica
- Strzegom
- Stanowice
- Nowy Jaworów
- Stary Jaworów
- Świdnica
- Boleścin
- Krzyżowa
- Grodziszcze
- Mościsko
- Nowizna
- Dzierżoniów
- Piława Dolna
- Piława Górna
- Kluczowa
- Olbrachcice Wielkie
- Ząbkowice Śląskie, na obwodnicy wspólny fragment z DK8
- Kamieniec Ząbkowicki
- Byczeń
- Pomianów Górny
- Mrokocin
- Paczków, na obwodnicy wspólny fragment z DK46
- Gościce (granica państwa)